# Gafanhoto-argentino
O gafanhoto-argentino (Dichroplus maculipennis) é um gafanhoto das regiões meridionais da América do Sul, expandindo-se para o Sul do Brasil apenas em meados do século XX. É considerado uma temível praga, por atacar pastagens e folhas de alfafa, cevada, milho e trigo. Também é conhecido pelo nome de gafanhoto-crioulo.